# پرتو (نورشناسی)
در نورشناسی، یک پرتو باریکه نازکی از نور است. در علم فیزیک، به هنگام مطالعه پرتوهای نور، آن‌ها را با یک پاره خط جهت‌دار نشان می‌دهند. در واقع هر باریکه نور از بی‌نهایت پرتوی نور تشکیل شده‌است.
پرتو نور به سه نوع تقسیم می‌شود:
1. همگرا(convergent light ray):پرتوهایی که در یک نقطه به یکدیگر می‌رسند.
2. واگرا(divergent light ray):پرتوهایی هستند که از یکدیگر دور می‌شوند و هرگز به یکدیگر نمی‌رسند.
3. موازی (parallel light ray):پرتوهایی هستند در یک امتداد مقابل منتشر می‌شوند و در بی‌نهایت فیزیکی، به هم می‌رسند. بی‌نهایت فیزیکی، نهایت دید مؤثر انسان و افق دید وی محسوب می‌شود.[۲]

- به ترتیب:پرتوهای نور واگرا، همگرا و موازی.چشمه نور با یک ستاره پنج‌پر نمایش داده شده‌است.